# 莫尔基什
莫尔基什（法語：Mollkirch，法語發音：[mɔlkiʁʃ] ⓘ）是法国下莱茵省的一个市镇，属于莫尔塞姆区。

## 地理
莫尔基什（48°30'23"N, 7°23'7"E）面积12.47 平方千米，位于法国大東部大區下莱茵省，该省份为法国大陆部分最东部的省份，是阿尔萨斯的一部分，今与上莱茵省组成了阿尔萨斯欧洲集体，其南至上莱茵省，西南接孚日省和默尔特-摩泽尔省，西接摩泽尔省，北与德国接壤，东侧沿莱茵河与德国相望。
与莫尔基什接壤的市镇（或旧市镇、城区）包括：格伦德尔布吕什、格雷斯维莱尔、艾利根贝格、布吕克河畔米尔巴克、涅德拉斯拉克、罗森维莱尔、罗赛姆。
莫尔基什的时区为UTC+01:00、UTC+02:00（夏令时）。

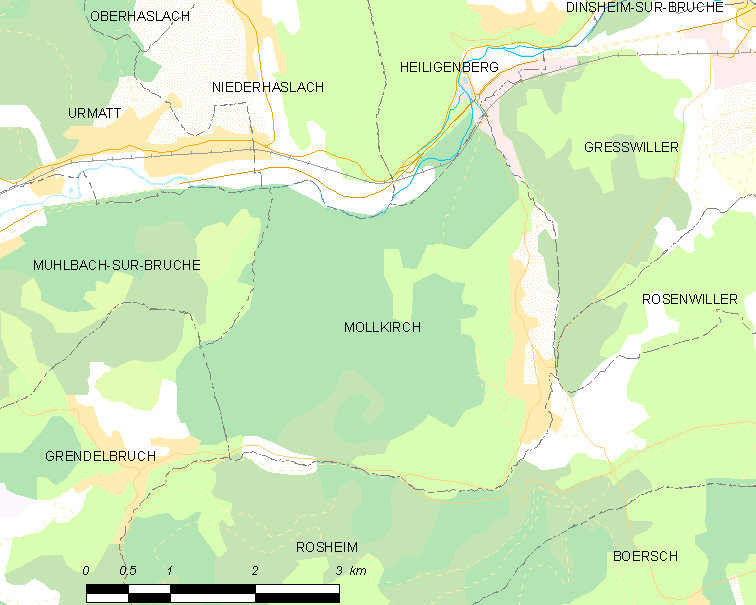
莫尔基什的OSM定位图

## 行政
莫尔基什的邮政编码为67190，INSEE市镇编码为67299。

## 政治
莫尔基什所属的省级选区为莫尔塞姆县。

## 人口

1962-2008年间莫尔基什人口变化图示

莫尔基什于2022年1月1日时的人口数量为881人。